# Ca.Ge.Be
Ca.Ge.Be (abreviação de Cada Gênio do Beco) é um grupo de rap brasileiro, fundado na cidade de São Paulo e formado por Cezar Sotaque, Shirley Casa Verde e DJ Paulinho.
O Ca.Ge.Be lançou seu primeiro disco em 2006 através da gravadora Equilíbrio Discos, do DJ KL Jay, intitulado Lado Beco. Em 2010, esteve na produção de O Vilarejo, o segundo álbum de estúdio, que tem como destaque a música "Oba! Clareou", com direito a videoclipe exibido pela MTV Brasil.[carece de fontes?]

## Discografia
- Lado Beco (2006)
- O Vilarejo (2011)[3]